# Swim Cup Eindhoven 2016
De Swim Cup Eindhoven 2016 was een internationale zwemwedstrijd die gehouden werd van 6 tot en met 10 april 2016 in het Pieter van den Hoogenband Zwemstadion in Eindhoven. De wedstrijden vonden plaats in een 50 meterbad. Deze wedstrijd vormde samen met de wereldkampioenschappen zwemmen 2015 en de Amsterdam Swim Cup 2015 en de Europese kampioenschappen zwemmen 2016 het kwalificatietraject, voor de Nederlandse zwemmers, richting de Olympische Zomerspelen 2016 in Rio de Janeiro. Het toernooi deed tevens dienst als Nederlandse kampioenschappen zwemmen.

## Programma
| S | Series | HF | Halve finales | Goud | Finale |

| Ochtendsessie | 12:00 | Avondsessie | 19:00 (B-finales) 21:00 (A-finales) |

| Onderdeel        | April | April | April | April | April | April | April | April | April | April |
| Onderdeel        | 6     | 6     | 7     | 7     | 8     | 8     | 9     | 9     | 10    | 10    |
| ---------------- | ----- | ----- | ----- | ----- | ----- | ----- | ----- | ----- | ----- | ----- |
| 50m vrije slag   | S     | Goud  |       |       |       |       |       |       |       |       |
| 100m vrije slag  |       |       | S     | HF    |       | Goud  |       |       |       |       |
| 200m vrije slag  |       |       |       |       |       |       | S     | HF    |       | Goud  |
| 400m vrije slag  | S     | Goud  |       |       |       |       |       |       |       |       |
| 800m vrije slag  |       |       |       |       |       |       |       |       | Goud  |       |
| 1500m vrije slag |       |       | S     |       |       | Goud  |       |       |       |       |
| 50m rugslag      |       |       |       |       | S     | Goud  |       |       |       |       |
| 100m rugslag     |       |       |       |       |       |       | S     | HF    |       | Goud  |
| 200m rugslag     |       |       | S     | Goud  |       |       |       |       |       |       |
| 50m schoolslag   |       |       |       |       |       |       | S     | Goud  |       |       |
| 100m schoolslag  |       |       | S     | HF    |       | Goud  |       |       |       |       |
| 200m schoolslag  |       |       |       |       |       |       |       |       | S     | Goud  |
| 50m vlinderslag  |       |       |       |       |       |       |       |       | S     | Goud  |
| 100m vlinderslag |       |       |       |       | S     | HF    |       | Goud  |       |       |
| 200m vlinderslag | S     | Goud  |       |       |       |       |       |       |       |       |
| 200m wisselslag  | S     | Goud  |       |       |       |       |       |       |       |       |
| 400m wisselslag  |       |       |       |       | S     | Goud  |       |       |       |       |
| Totaal           | 4     | 4     | 1     | 1     | 5     | 5     | 2     | 2     | 5     | 5     |

| Onderdeel        | April | April | April | April | April | April | April | April | April | April |
| Onderdeel        | 6     | 6     | 7     | 7     | 8     | 8     | 9     | 9     | 10    | 10    |
| ---------------- | ----- | ----- | ----- | ----- | ----- | ----- | ----- | ----- | ----- | ----- |
| 50m vrije slag   | S     | Goud  |       |       |       |       |       |       |       |       |
| 100m vrije slag  |       |       |       |       |       |       | S     | HF    |       | Goud  |
| 200m vrije slag  |       |       | S     | HF    |       | Goud  |       |       |       |       |
| 400m vrije slag  |       |       |       |       |       |       |       |       | S     | Goud  |
| 800m vrije slag  |       |       |       |       | S     |       |       | Goud  |       |       |
| 1500m vrije slag | Goud  |       |       |       |       |       |       |       |       |       |
| 50m rugslag      |       |       |       |       |       |       |       |       | S     | Goud  |
| 100m rugslag     | S     | HF    |       | Goud  |       |       |       |       |       |       |
| 200m rugslag     |       |       |       |       | S     | Goud  |       |       |       |       |
| 50m schoolslag   |       |       |       |       | S     | Goud  |       |       |       |       |
| 100m schoolslag  |       |       |       |       |       |       | S     | HF    |       | Goud  |
| 200m schoolslag  | S     | Goud  |       |       |       |       |       |       |       |       |
| 50m vlinderslag  |       |       |       |       | S     | Goud  |       |       |       |       |
| 100m vlinderslag | S     | HF    |       | Goud  |       |       |       |       |       |       |
| 200m vlinderslag |       |       |       |       |       |       | S     | Goud  |       |       |
| 200m wisselslag  |       |       |       |       | S     | Goud  |       |       |       |       |
| 400m wisselslag  |       |       | S     | Goud  |       |       |       |       |       |       |
| Totaal           | 3     | 3     | 3     | 3     | 5     | 5     | 2     | 2     | 4     | 4     |

## Olympische kwalificatie
De KNZB en NOC*NSF stelde onderstaande limieten vast voor deelname aan de Olympische Zomerspelen van 2016 in Rio de Janeiro, Brazilië. Twee zwemmers en vier zwemsters zijn op basis van hun prestaties op de wereldkampioenschappen van 2015 en de Amsterdam Swim Cup 2015 al genomineerd. Voor de estafetteploegen geldt dat zij ofwel tijdens de wereldkampioenschappen bij de beste twaalf moesten eindigen of op een later moment een tijd moeten zwemmen die sneller of gelijk is aan de tijd van de nummer twaalf van de wereldkampioenschappen. De 4×200 meter vrije slag estafette bij de mannen en de 4×100 meter vrije slag estafette bij de vrouwen eindigden op de wereldkampioenschappen bij de beste twaalf.

### Limieten

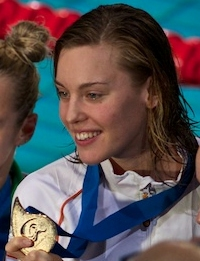
Femke Heemskerk heeft reeds voldaan aan de limieten (100m en 200m vrije slag)

| Onderdeel         | Mannen         | Vrouwen        |
| Individueel       | Individueel    | Individueel    |
| ----------------- | -------------- | -------------- |
| 50m vrije slag    | 22,00          | 24,81          |
| 100m vrije slag   | 48,47          | 54,06          |
| 200m vrije slag   | 1.46,98        | 1.57,00        |
| 400m vrije slag   | 3.48,41        | 4.06,21        |
| 800m vrije slag   | Niet olympisch | 8.29,18        |
| 1500m vrije slag  | 15.05,16       | Niet olympisch |
| 100m rugslag      | 54,03          | 1.00,25        |
| 200m rugslag      | 1.57,42        | 2.10,12        |
| 100m schoolslag   | 1.00,38        | 1.07,64        |
| 200m schoolslag   | 2.11,07        | 2.25,46        |
| 100m vlinderslag  | 51,96          | 58,19          |
| 200m vlinderslag  | 1.56,59        | 2.08,18        |
| 200m wisselslag   | 1.59,23        | 2.12,09        |
| 400m wisselslag   | 4.15,45        | 4.39,20        |
| Estafettes        |                |                |
| 4×100m vrije slag | 3.16,01        | 3.40,89        |
| 4×200m vrije slag | 7.13,72        | 8.01,48        |
| 4×100m wisselslag | 3.35,30        | 4.02,13        |

### Gekwalificeerden
Mannen
| Zwemster              | Afstand(en)     |
| --------------------- | --------------- |
| Sebastiaan Verschuren | 200m vrije slag |
| Maarten Brzoskowski   | 400m vrije slag |

Vrouwen
| Zwemster              | Afstand(en)             |
| --------------------- | ----------------------- |
| Inge Dekker           | 100m vlinderslag        |
| Femke Heemskerk       | 100m en 200m vrije slag |
| Ranomi Kromowidjojo   | 50m en 100m vrije slag  |
| Sharon van Rouwendaal | 400m en 800m vrije slag |

### Limieten behaald tijdens Swim Cup
| Datum   | Naam                                                             | Onderdeel             | Tijd    |
| ------- | ---------------------------------------------------------------- | --------------------- | ------- |
| 6 april | Marrit Steenbergen Esmee Vermeulen Robin Neumann Femke Heemskerk | 4×200m vrije slag (v) | 7.52,06 |
| 7 april | Kira Toussaint                                                   | 100m rugslag (v)      | 1.00,25 |
| 8 april | Joeri Verlinden                                                  | 100m vlinderslag (m)  | 51,79   |

## Nederlandse records
| Datum   | Onderdeel             | Nieuwe recordhouder                                              | Tijd    | Oude recordhouder                                         | Tijd    | Datum        |
| ------- | --------------------- | ---------------------------------------------------------------- | ------- | --------------------------------------------------------- | ------- | ------------ |
| 6 april | 4×200m vrije slag (v) | Marrit Steenbergen Esmee Vermeulen Robin Neumann Femke Heemskerk | 7.52,06 | Saskia de Jonge Femke Heemskerk Inge Dekker Chantal Groot | 7.53,84 | 30 juli 2009 |

## Medailles

### Legenda
- WR = Wereldrecord
- ER = Europees record
- NR = Nederlands record
- (Q) = Voldaan aan de WK-limiet

### Mannen
| Onderdeel   | Goud                            | Goud     | Zilver                              | Zilver   | Brons                            | Brons    |
| ----------- | ------------------------------- | -------- | ----------------------------------- | -------- | -------------------------------- | -------- |
| Vrije slag  |                                 |          |                                     |          |                                  |          |
| 50 m        | Renzo Tjon-A-Joe Suriname       | 22,33    | Damian Wierling Duitsland           | 22,43    | Thom de Boer Nederland           | 22,47    |
| 100 m       | Sebastiaan Verschuren Nederland | 48,73    | Renzo Tjon-A-Joe Suriname           | 49,30    | Pieter Timmers België            | 49,35    |
| 200 m       | Maarten Brzoskowski Nederland   | 1.47,17  | Sebastiaan Verschuren Nederland     | 1.47,20  | Velimir Stjepanović Servië       | 1.47,80  |
| 400 m       | Maarten Brzoskowski Nederland   | 3.48,38  | Jacob Heidtmann Duitsland           | 3.49,25  | Poul Zellmann Duitsland          | 3.50,70  |
| 800 m       | Poul Zellmann Duitsland         | 8.06,88  | Ken Cortens België                  | 8.29,54  | Pepijn Smits Nederland           | 8.33,82  |
| 1500 m      | Poul Zellmann Duitsland         | 15.11,80 | Geoffrey Butler Verenigd Koninkrijk | 16.07,49 | Pepijn Smits Nederland           | 16.24,66 |
| Rugslag     |                                 |          |                                     |          |                                  |          |
| 50 m        | Carl-Louis Schwarz Duitsland    | 25,66    | Christian Diener Duitsland          | 26,11    | Jesse Puts Nederland             | 26,25    |
| 100 m       | Guy Barnea Israël               | 55,19    | Ruben Dekker Nederland              | 58,12    | Jurjen Willemsen Nederland       | 58,24    |
| 200 m       | Christian Diener Duitsland      | 2.01,53  | Carl-Louis Schwarz Duitsland        | 2.03,55  | Felix Wolf Duitsland             | 2.04,19  |
| Schoolslag  |                                 |          |                                     |          |                                  |          |
| 50 m        | Hendrik Feldwehr Duitsland      | 28,10    | Timon Evenhuis Nederland            | 28,20    | George Bovell Trinidad en Tobago | 28,29    |
| 100 m       | Nicholas Quinn Ierland          | 1.00,95  | Arno Kamminga Nederland             | 1.01,44  | Sébas van Lith Nederland         | 1.01,56  |
| 200 m       | Nicholas Quinn Ierland          | 2.11,24  | Sébas van Lith Nederland            | 2.12,05  | Max Pilger Duitsland             | 2.14,09  |
| Vlinderslag |                                 |          |                                     |          |                                  |          |
| 50 m        | Joeri Verlinden Nederland       | 23,81    | Jesse Puts Nederland                | 24,16    | Jeroen Baars Nederland           | 24,46    |
| 100 m       | Joeri Verlinden Nederland       | 52,06    | Laurent Bams Nederland              | 53,90    | Geoffrey Cheah Hongkong          | 53,95    |
| 200 m       | Ruben van Leeuwen Nederland     | 2.02,58  | Teimoeraz Kobachidze Georgië        | 2.03,70  | Ensger Kotterink Nederland       | 2.04,14  |
| Wisselslag  |                                 |          |                                     |          |                                  |          |
| 200 m       | Kyle Stolk Nederland            | 2.01,48  | Pavel Janecek Tsjechië              | 2.01,83  | Sébas van Lith Nederland         | 2.02,80  |
| 400 m       | Jacob Heidtmann Duitsland       | 4.16,92  | Arjan Knipping Nederland            | 4.25,90  | Llewellynn Little Hongkong       | 4.31,65  |

### Vrouwen
| Onderdeel   | Goud                             | Goud        | Zilver                         | Zilver   | Brons                        | Brons    |
| ----------- | -------------------------------- | ----------- | ------------------------------ | -------- | ---------------------------- | -------- |
| Vrije slag  |                                  |             |                                |          |                              |          |
| 50 m        | Ranomi Kromowidjojo Nederland    | 24,36       | Dorothea Brandt Duitsland      | 24,84    | Tamara van Vliet Nederland   | 24,87    |
| 100 m       | Ranomi Kromowidjojo Nederland    | 53,55       | Femke Heemskerk Nederland      | 53,98    | Marrit Steenbergen Nederland | 54,43    |
| 200 m       | Femke Heemskerk Nederland        | 1.55,05     | Robin Neumann Nederland        | 1.57,85  | Marrit Steenbergen Nederland | 1.57,87  |
| 400 m       | Anja Crevar Servië               | 4.14,67     | Andrea Kneppers Nederland      | 4.16,88  | Marjolein Delno Nederland    | 4.17,58  |
| 800 m       | Serena Stel Nederland            | 9.07,09     | Laura Setz Nederland           | 9.10,04  | Jill Benne Nederland         | 9.13,59  |
| 1500 m      | Laura van Engelen Nederland      | 17.29,57    | Jill Benne Nederland           | 17.39,10 | Serena Stel Nederland        | 17.42,88 |
| Rugslag     |                                  |             |                                |          |                              |          |
| 50 m        | Maaike de Waard Nederland        | 27,85       | Kira Toussaint Nederland       | 28,74    | Tamara van Vliet Nederland   | 29,04    |
| 100 m       | Kira Toussaint Nederland         | 1.00,25 (Q) | Maaike de Waard Nederland      | 1.01,36  | Tessa Vermeulen Nederland    | 1.02,09  |
| 200 m       | Jenny Mensing Duitsland          | 2.12,84     | Sonnele Öztürk Duitsland       | 2.13,16  | Tessa Vermeulen Nederland    | 2.14,62  |
| Schoolslag  |                                  |             |                                |          |                              |          |
| 50 m        | Rikke Møller Pedersen Denemarken | 31,69       | Anouk Elzerman Nederland       | 32,25    | Caroline Ruhnau Duitsland    | 32,55    |
| 100 m       | Rikke Møller Pedersen Denemarken | 1.07,33     | Yvette Man-Yi Kong Hongkong    | 1.08,25  | Anouk Elzerman Nederland     | 1.09,93  |
| 200 m       | Rikke Møller Pedersen Denemarken | 2.22,83     | Yvette Man-Yi Kong Hongkong    | 2.29,88  | Michelle Lambert Duitsland   | 2.30,09  |
| Vlinderslag |                                  |             |                                |          |                              |          |
| 50 m        | Ranomi Kromowidjojo Nederland    | 25,62       | Jeanette Ottesen Denemarken    | 25,80    | Maaike de Waard Nederland    | 25,83    |
| 100 m       | Elinore de Jong Nederland        | 59,92       | Kimberly Buys België           | 1.00,03  | Kinge Zandringa Nederland    | 1.00,09  |
| 200 m       | Julia Mrozinski Duitsland        | 2.11,59     | Lisa Höpink Duitsland          | 2.13,15  | Anja Crevar Servië           | 2.14,12  |
| Wisselslag  |                                  |             |                                |          |                              |          |
| 200 m       | Evelyn Verrasztó Hongarije       | 2.13,32     | Maxine Wolters Duitsland       | 2.14,51  | Anja Crevar Servië           | 2.16,19  |
| 400 m       | Anja Crevar Servië               | 4.46,04     | Wendy van der Zanden Nederland | 4.51,27  | Lisa Dreesens Nederland      | 5.01,92  |